# Tufão Jangmi (2008)
O tufão Jangmi (designação internacional: 0815; designação do JTWC: Super tufão 18W; designação filipina: Tufão Ofel) foi o mais intenso ciclone tropical em todo o mundo no ano de 2008. Sendo o décimo quinto ciclone tropical dotado de nome e o décimo tufão da temporada de tufões no Pacífico de 2008, Jangmi formou-se a partir de uma área de perturbações meteorológicas a sudoeste de Guam em 23 de setembro. Seguindo inicialmente para oeste, o sistema se intensificou para a tempestade tropical Jangmi durante as primeiras horas (UTC) de 24 de setembro. Com condições meteorológicas extremamente favoráveis, Jangmi começou a se intensificar continuamente, se tornando uma tempestade tropical severa durante as primeiras horas (UTC) de 25 de setembro, e um tufão ainda naquela noite. Continuando a sofrer rápida intensificação, Jangmi se tornou o ciclone tropical mais intenso de todo o mundo em 2008 quando atingiu seu pico de intensidade em 27 de setembro, com ventos máximos sustentados de 260 km/h, segundo o Joint Typhoon Warning Center (JTWC), ou 215 km/h, segundo a Agência Meteorológica do Japão (AMJ)
A partir de então, Jangmi começou a se enfraquecer gradualmente assim que se aproximava da ilha taiwanesa. O tufão atingiu Taiwan durante a manhã (UTC) de 28 de setembro, com ventos de até 175 km/h. Jangmi ficou praticamente estacionário sobre a ilha por quase 24 horas enquanto se enfraquecia rapidamente devido à interação com terra e ao aumento do cisalhamento do vento, se enfraquecendo para uma tempestade tropical durante a madrugada (UTC) de 29 de setembro. A partir de então, Jangmi começou a seguir para nordeste, continuando a se enfraquecer. Em 30 de setembro, Jangmi começou a se tornar um ciclone extratropical processo completo durante as primeiras horas de 1 de outubro. Com isso, tanto o JTWC quanto a AMJ emitiram seus avisos finais sobre o sistema.
Jangmi afetou severamente a ilha de Taiwan. Os impactos econômicos diretos foram calculados em 240 milhões de dólares (valores em 2008). Além disso, os efeitos de Jangmi causaram duas fatalidades e deixaram outras duas desaparecidas na ilha.

## História meteorológica

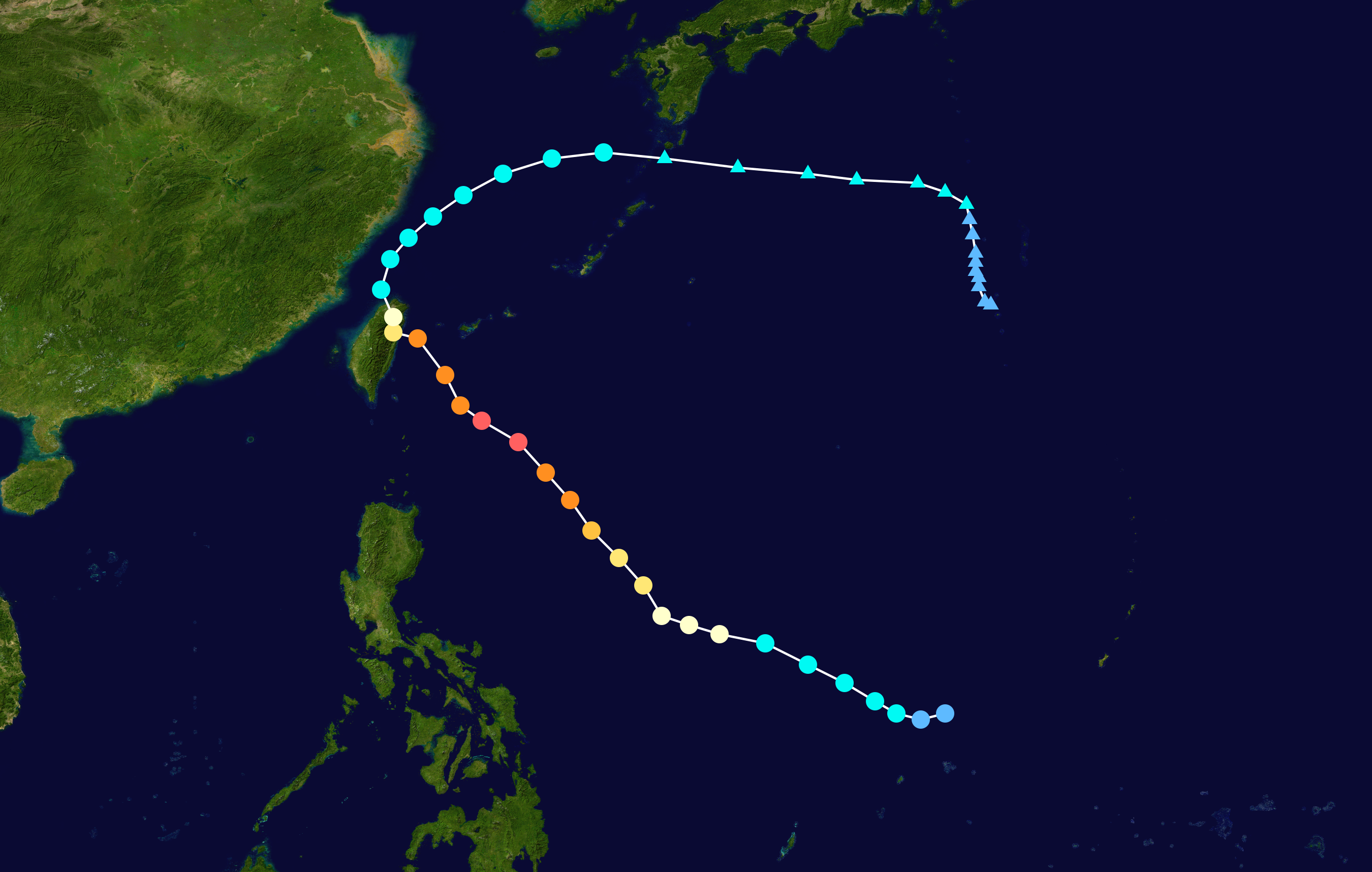
O caminho de Jangmi

Jangmi formou-se a partir de uma grande área de perturbações meteorológicas que persistia a sudoeste de Guam e que começou a mostrar sinais de organização durante as primeiras horas de 23 de setembro. Inicialmente, uma pequena e fraca circulação ciclônica de baixos níveis estava associada ao sistema, o que impedia a organização da perturbação. Além disso, fracos fluxos de saída impediam o sistema a se desenvolver, mesmo estando numa região com condições meteorológicas favoráveis, tais como o baixo cisalhamento do vento e as águas quentes oceânicas. Mais tarde naquele dia, com a melhora das condições meteorológicas de altos níveis, o sistema começou a mostrar sinais de organização quando novas áreas de convecção começaram a se formar em associação ao centro ciclônico de baixos níveis. Durante a noite (UTC) de 23 de setembro, a Agência Meteorológica do Japão classificou o sistema para uma fraca depressão tropical. Ainda naquela noite, o sistema começou a se organizar mais rapidamente. Sua circulação ciclônica de baixos níveis começou a se consolidar, com a formação de fortes bandas curvadas de tempestade no quadrante norte da circulação do sistema. Além disso, a passagem do satélite QuikSCAT e relatos de um navio confirmaram a rápida consolidação do sistema. Com isso, o JTWC emitiu um [[Alerta de Formação de Ciclone Tropical (AFCT) sobre o sistema, o que significava que a perturbação poderia se tornar um ciclone tropical significativo dentro de 24 horas. O alerta se confirmou ainda durante a noite (UTC) de 23 de setembro, e a perturbação tropical rapidamente se tornou a depressão tropical "19W", segundo o JTWC.
Durante a meia-noite (UTC) de 24 de setembro, a AMJ também classificou o sistema como uma depressão tropical plena. Continuando a seguir para nordeste, ao longo da periferia sudoeste de uma alta subtropical de baixos e médios níveis, e a se organizar rapidamente com a crescente melhora dos fluxos de saída de altos níveis devido à presença de um anticiclone e pela presença de um cavado de altos níveis ao seu nordeste, a depressão se tornou uma tempestade tropical, segundo o JTWC, ainda durante a madrugada de 24 de setembro. Ao meio-dia de 24 de setembro, a Agência Meteorológica do Japão também classificou o sistema para uma tempestade tropical, atribuindo-lhe o nome Jangmi, nome que foi submetido à lista de nomes dos tufões pela Coreia do Sul e significa rosa em coreano. Durante a noite de 24 de setembro, a Administração de Serviços Atmosféricos, Geofísicos e Astronômicos das Filipinas (PAGASA), a agência filipina responsável pela meteorologia no país, também classificou o sistema tropical como uma tempestade tropical e lhe atribuiu o nome filipino de Ofel. Jangmi continuou a se intensificar gradualmente durante todo aquele dia, e no começo da madrugada (UTC) de 25 de setembro, a AMJ classificou o sistema para uma tempestade tropical severa. Um olho começou a ficar visível em imagens de satélite no canal micro-ondas ainda durante aquela madrugada. A tendência de intensificação continuou durante toda aquela madrugada, e também pela manhã, quando o JTWC classificou Jangmi para um tufão.

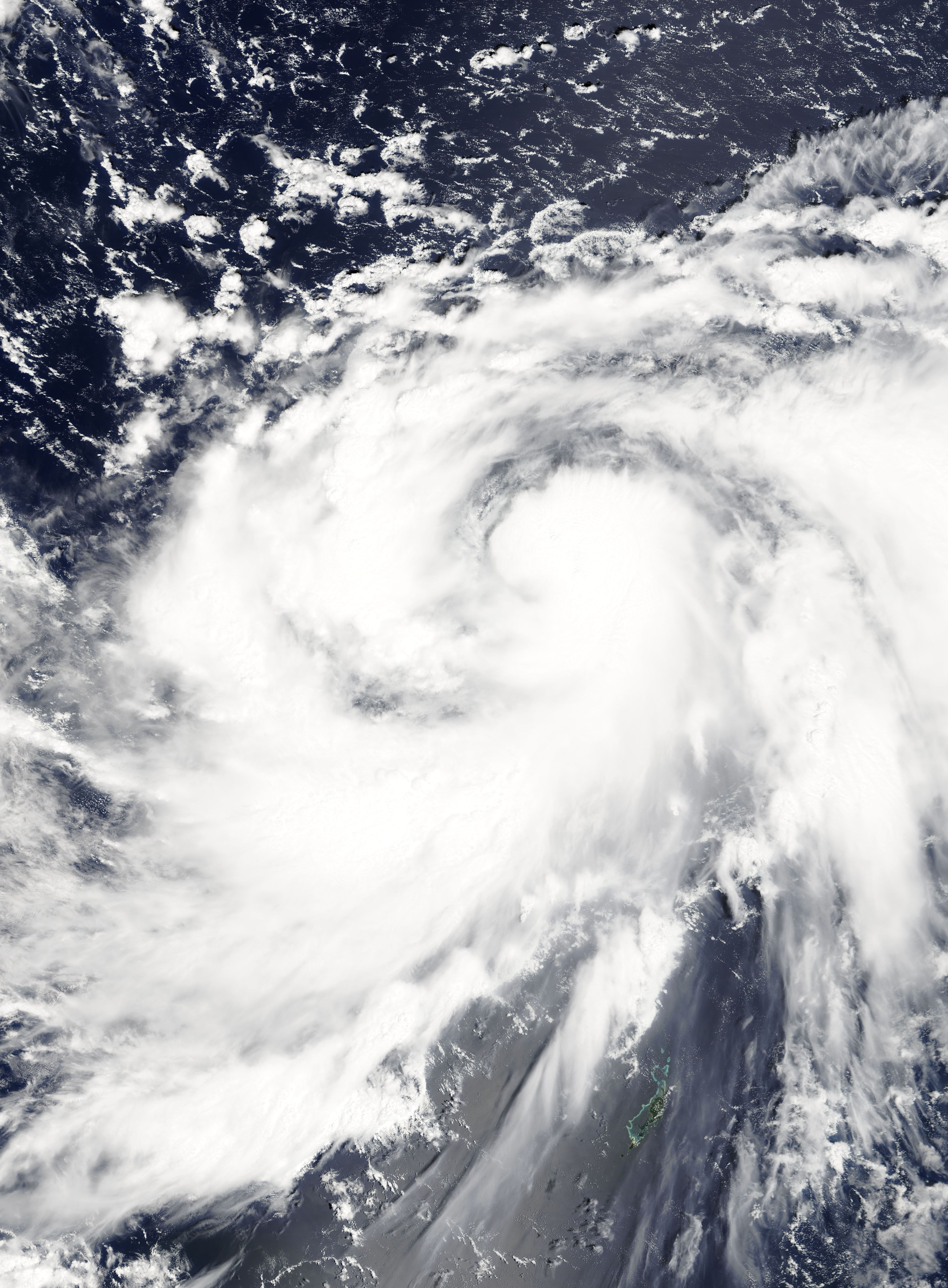
O tufão Jangmi em 25 de setembro

A partir da tarde daquele dia, Jangmi começou a seguir para oeste como resposta ao fortalecimento da alta subtropical ao seu norte. Mais tarde naquele dia, a AMJ também classificou Jangmi para um tufão; naquele momento, o centro ciclônico do sistema estava localizado a leste da ilha de Luzon, norte das Filipinas. A partir daquela noite, Jangmi começou a sofrer rápida intensificação. Durante a madrugada (UTC) de 26 de setembro, Jangmi começou a seguir mais para nordeste assim que alcançou a periferia sudoeste da alta subtropical que o guiava. Além disso, o olho que era visível apenas em imagens de satélite no canal micro-ondas começou a ficar mais bem definido, sendo visível em todas as imagens de satélite. Durante aquela manhã, Jangmi chegou a se desorganizar rapidamente; sua circulação ciclônica ficou menos definida. Porém, a formação de novas áreas de convecção profunda provocou a continuação da tendência de intensificação do tufão. Jangmi continuou a se fortalecer rapidamente e se tornou um super tufão, segundo o JTWC, durante a madrugada de 27 de setembro. Jangmi atingiu seu pico de intensidade ainda durante aquela manhã, com ventos máximos sustentados de 260 km/h, segundo o JTWC, ou 215 km/h, segundo a AMJ. Esta intensidade faz de Jangmi o ciclone tropical mais intenso de todo o mundo em 2008, e o mais intenso ciclone tropical no planeta desde o furacão Felix, em setembro de 2007.
Porém, a partir da tarde de 27 de setembro, Jangmi começou a se enfraquecer gradualmente devido ao aumento do cisalhamento do vento, associado à aproximação de um cavado de baixa pressão de médias latitudes, e a mudanças estruturais internas no núcleo do tufão. Além disso, a circulação ciclônica de Jangmi começou a interagir com a ilha taiwanesa a partir daquela noite. A tendência de enfraquecimento gradual do tufão continuou durante a madrugada e a manhã (UTC) de 28 de setembro. Por volta das 09:00 (UTC) daquele dia, Jangmi fez landfall no norte do Taiwan, no condado de Ilan, com ventos máximos sustentados de até 175 km/h, segundo o JTWC. A partir de então, Jangmi ficou praticamente estacionário sobre a ilha taiwanesa, enfraquecendo-se rapidamente devido à interação com os terrenos montanhosos da ilha. O tufão perdeu praticamente todas as suas áreas de convecção profunda associadas e, com isso, durante o final daquela noite, a AMJ desclassificou Jangmi para uma tempestade tropical severa. Durante as primeiras horas (UTC) de 29 de setembro, o JTWC também desclassificou Jangmi para uma tempestade tropical. A partir de então, Jangmi começou a seguir para norte, e depois para nordeste, afastando-se da ilha taiwanesa, devido à passagem de um cavado de médias latitudes. O sistema tropical continuou a sucumbir com os efeitos da interação com terra combinado com o aumento do cisalhamento do vento. Com isso, ao meio-dia de 29 de setembro, a AMJ desclassificou Jangmi para uma simples tempestade tropical. Continuando a seguir para nordeste, Jangmi começou a se interagir com a zona baroclínica enquanto seguia ao sudoeste do Japão. Com isso, Jangmi começou a sofrer transição extratropical durante a manhã (UTC) de 30 de setembro. Assim que Jangmi começou a ficar predominantemente extratropical durante aquela noite, o JTWC emitiu seu aviso final sobre o sistema. A AMJ também emitiu seu aviso final sobre Jangmi à meia-noite (UTC) de 1 de outubro. Jangmi tornou-se completamente um ciclone extratropical mais tarde naquele dia.

## Preparativos e impactos
Jangmi afetou severamente a ilha de Taiwan. Os impactos econômicos diretos foram calculados em 240 milhões de dólares (valores em 2008). Além disso, os efeitos de Jangmi causaram duas fatalidades e deixaram outras duas desaparecidas na ilha.